# دنيس راسموسن
دنيس راسموسن (بالإنجليزية: Dennis Rasmussen)‏ هو لاعب كرة قاعدة أمريكي، ولد في 18 أبريل 1959 في لوس أنجلوس في الولايات المتحدة.

## وصلات خارجية
- دنيس راسموسن على موقع دوري كرة القاعدة الرئيسي (الإنجليزية)
- دنيس راسموسن على موقعبيزبول رفرنس.كوم (الدوري الرئيسي) (الإنجليزية)
- دنيس راسموسن على موقعبيزبول رفرنس.كوم (الدوري الثانوي) (الإنجليزية)
- دنيس راسموسن على موقع إي إس بي إن.كوم (أم.أل.بي) (الإنجليزية)
- دنيس راسموسن على موقع مشجعي الرسوم البيانية (الإنجليزية)
- دنيس راسموسن على موقع كلية كرة السلة في سبورتس رفرنس.كوم (الإنجليزية)